# Alk (soort)
De alk (Alca torda) is een vogel uit de familie van alken (Alcidae). De wetenschappelijke naam van de soort werd in 1758 gepubliceerd door Carl Linnaeus. De naam 'torda' is afgeleid van 'tord' of 'törd' waarmee in het Groenlandse dialect de vogel wordt benoemd.

## Veldkenmerken
Deze zeevogel heeft een zwarte kop en rug en een witte onderzijde. Hij heeft een hoge snavel, die in de breedte is samengedrukt.

## Broeden
De broedtijd begint in mei of juni, en is afhankelijk van de temperatuur van het zeewater aan de oppervlakte. Het vrouwtje legt één ei en heeft maar één legsel per jaar. Het ei wordt 35–37 dagen afwisselend door zowel het vrouwtje als het mannetje bebroed. De vogel broedt in (soms gemengde) kolonies van rond de 100 tot wel duizenden vogels. Het jong blijft ongeveer 18 dagen op het nest nadat het uit het ei gekropen is. Daarna wordt het nog minstens 3 weken door de ouders verzorgd.

## Voedsel
Spiering en haring, maar ook kreeftachtigen worden opgedoken van soms een aanzienlijke diepte. Om te duiken gebruiken ze hun vleugels en poten.

## Vogeltrek
Juli is de start van de wegtrek vanaf de kolonies. Het begin van de wegtrek hangt samen met het voedselaanbod, en dus de watertemperatuur. Halverwege april tot en met begin mei arriveren ze weer in hun broedkolonie in het noorden.

## Verspreiding en leefgebied
In de zomer zijn alken in Europa langs de kust van onder meer Frankrijk, Ierland, het Verenigd Koninkrijk, Noorwegen, Zweden en Finland aan te treffen. Aan de Belgische en Nederlandse kust zijn het doortrekkers. In Noord-Amerika komt hij voor van noordelijk New England tot en met de kusten van Groenland.
Het dier broedt langs rotskusten van het noordelijk deel van de Atlantische Oceaan. Belangrijke Noord-Amerikaanse broedkolonies bevinden zich aan de Labradorse kust, onder meer op de Gannet Islands, langs Groswater Bay en op de Bird Islands.
Er worden 2 ondersoorten onderscheiden:
- A. t. torda: van noordoostelijk Noord-Amerika en Groenland tot noordelijk Scandinavië en de Witte Zee.
- A. t. islandica: van IJsland, Faeröer-eilanden, de Britse Eilanden tot noordwestelijk Frankrijk.

## Status
In Europa waren de populatie-aantallen sinds 2005 aan het dalen. Een oorzaak daarvan is de achteruitgang van het bestand van de zandspiering. Ook andere factoren spelen een rol zoals klimaatverandering en jacht. In de periode tussen 2009 en 2017 is de populatie weer toegenomen. Daarom staat deze zeevogel sinds 2021 weer als niet bedreigd op de Rode Lijst van de IUCN.

## Video
- Alk, zwemmend op zee